# Джироламо Приули
Джироламо Приули (на италиански: Girolamo Priuli) е 83–ти венециански дож от 1559 до смъртта си през 1567 г.

## Биография
Лоренцо Приули от знатния род Приули е син на Алвизе Приули и Киара Лион и е по-голям брат на предишния дож Лоренцо Приули. В сравнение с брат си обаче е по-слабо образован и не толкова добър оратор. Натрупва печалба от търговия с Ориента като между 1514 и 1518 г. пребивава в Сирия и Египет. Не много обичан в началото от гражданите на Венеция, впоследствие Лоренцо Приули бива оценен заради своята неуморност. Управлението му преминава спокойно, без значими събития във външната политика, а във вътрешен план единствено с обичайните за тази епоха епидемии.
Умира от инсулт на 4 ноември 1567 г.

## Семейство
През 1525 г. Лоренцо Приули се жени за Елена Диедо, от която има син Лудовико (1526-1571), който не оставя потомци.